# NGC 2734
NGC 2734 је елиптична галаксија у сазвежђу Рак која се налази на NGC листи објеката дубоког неба.
Деклинација објекта је + 16° 51' 51" а ректасцензија 9h 3m 1,5s. Привидна величина (магнитуда) објекта NGC 2734 износи 15,5 а фотографска магнитуда 16,5. NGC 2734 је још познат и под ознакама NPM1G +17.0238, PGC 25413.